# Bomboană

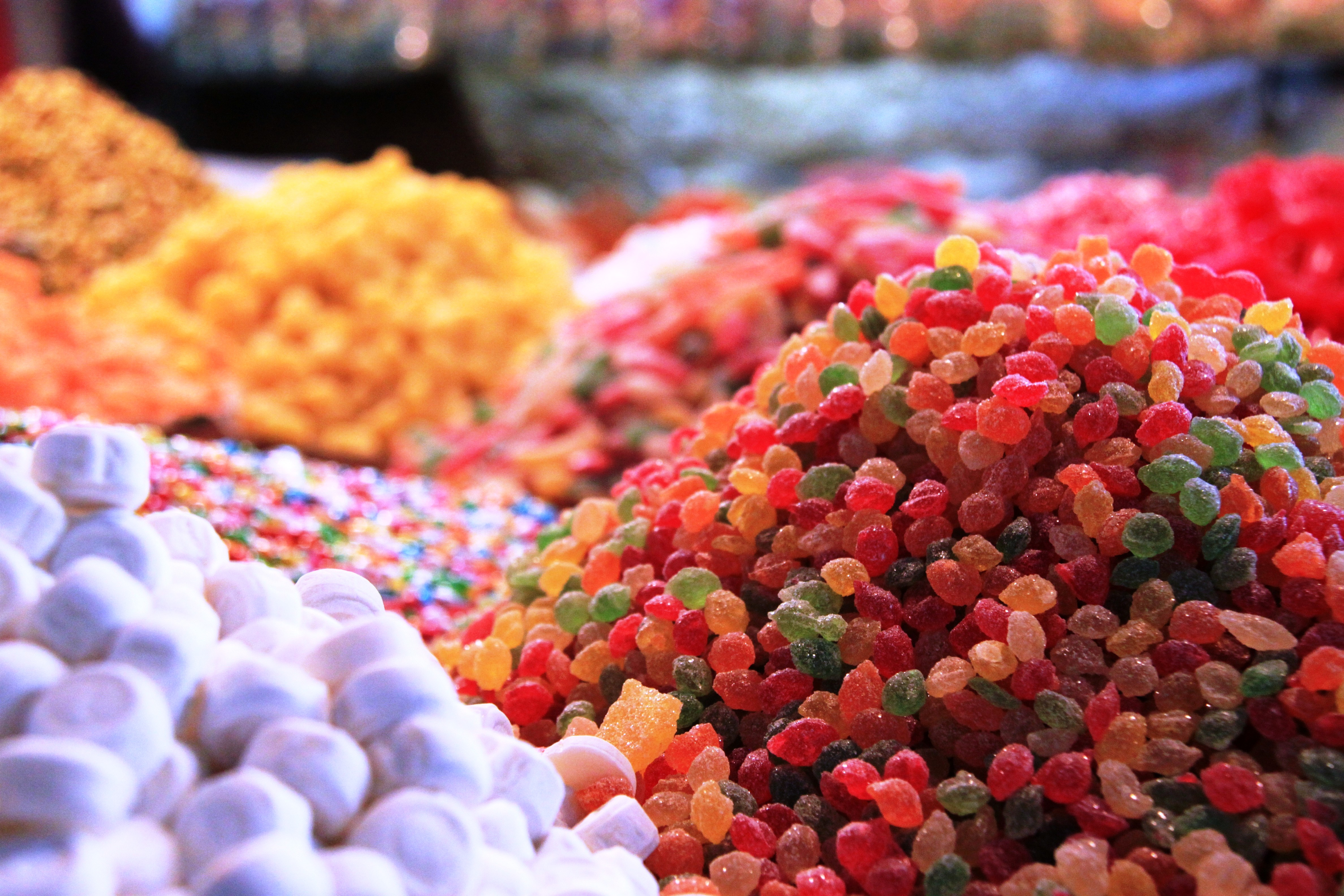
Diverse sortimente de bomboane

Bomboana este un produs de cofetărie de mărimi reduse, fabricat din sirop de zahăr aromatizat, ciocolată etc., având culoare, gust și formă foarte variate. 